# 福富護
福富 護（ふくとみ まもる、1942年12月19日 - ）は、日本の心理学者。東京学芸大学名誉教授。
東京都生まれ。1966年東京学芸大学心理学科卒、1969年東京教育大学大学院教育学研究科実験心理学修士課程修了。東京学芸大学教育学部講師、助教授、教授、東京学芸大学附属小金井小学校校長、2008年定年退任、名誉教授。

## 著書
- 『性の発達心理学』福村出版 1983
- 『思春期の性と行動』福村出版 1985
- 『「らしさ」の心理学』講談社現代新書 1985

### 共編著
- 『産業心理学』本田時雄共著 福村出版 心理学双書 1974
- 『心理学スタディ・ガイド』椎名健共著 ブレーン出版 1977
- 『青年心理学事典』久世敏雄,齋藤耕二監修 高木秀明,白井利明,二宮克美,大野久共編 福村出版 2000
- 『ジェンダー心理学』編 朝倉書店 朝倉心理学講座 2006

### 翻訳
- バーバラ・M.ニューマン,フィリップ・R.ニューマン『生涯発達心理学 エリクソンによる人間の一生とその可能性』伊藤恭子共訳 川島書店 1980
- U.ブロンフェンブレンナー『人間発達の生態学 発達心理学への挑戦』磯貝芳郎共訳 川島書店 1996
- サンドラ・L.ベム『ジェンダーのレンズ 性の不平等と人間性発達』川島書店 1999
- R.K.アンガー編著『女性とジェンダーの心理学ハンドブック』森永康子,青野篤子共監訳 日本心理学会ジェンダー研究会訳 北大路書房 2004

## 論文
- Cinii

## 栄典
- 2023年4月 瑞宝中綬章受章[2]

## 注
1. ↑  『現代日本人名録』
2. ↑  “令和5年春の叙勲 瑞宝中綬章受章者” (PDF).   内閣府. p. 18 (2023年4月29日). 2023年5月3日閲覧。